# Baligród
Baligród – wieś w Polsce położona w województwie podkarpackim, w powiecie leskim, w gminie Baligród.
Leży w dolinie rzeki Hoczewki. Jest siedzibą gminy Baligród. Dawniej miasto; uzyskał lokację miejską w 1634, zdegradowany w 1919.
W latach 1954–1972 wieś należała i była siedzibą władz gromady Baligród. W latach 1975–1998 miejscowość położona była w województwie krośnieńskim. Od 1 stycznia 1999 do 1 stycznia 2002 w powiecie bieszczadzkim.
Ośrodek usługowo-gospodarczy dla okolicy. O dawnym miejskim charakterze świadczy zachowany układ urbanistyczny z obszernym prostokątnym rynkiem. Przez wieś przebiega droga wojewódzka nr 893.
Miejscowość jest  siedzibą rzymskokatolickiej parafii Niepokalanego Poczęcia NMP, należącej do dekanatu Lesko w archidiecezji przemyskiej.
| SIMC    | Nazwa       | Rodzaj    |
| ------- | ----------- | --------- |
| 1042503 | Kąt         | część wsi |
| 1042526 | Podgłębokie | część wsi |

## Historia
Osada wzmiankowana w 1615 jako wieś, powstała przypuszczalnie w początkach XVII w. u podnóża zamku w Stężnicy, będącego własnością Mikołaja lub Piotra herbu Gozdawa, syna Matjasza III, albo jego ojca Matjasza Bala z Hoczwi. Balowie wznieśli w tym miejscu zamek oraz kaplicę ok. 1510. W 1511 Piotr Herburt (1485–1532), dziadek poety Mikołaja Reja, przeprowadził rozgraniczenie dóbr pomiędzy swoją wsią Mchawą a Stężnicą, należącą do Mikołaja Bala. W miejscu rozgraniczenia powstała na nowo wieś i miasto Baligród.
W 1634 król Władysław IV wydał dokument, potwierdzający, że miasto – założone na prawie magdeburskim – dysponowało prawem składu wina oraz mogło urządzać dwa jarmarki rocznie. Baligród pozostawał we władaniu rodu Balów do 1770.  Położony przy uczęszczanym trakcie handlowym na Węgry, posiadał dobre warunki rozwoju, słynął z wielkich targów, później podupadł i jeszcze przed 1915 utracił prawa miejskie.
Mieszkańcy miasta aktywnie zasilali powstanie styczniowe w 1863. Na przykład Jan Feliks Biliński (ur. 1851) w wieku 12 lat został jednym z najmłodszych powstańców styczniowych, Ludwik Riedl jako uczestnik powstania styczniowego z 1863, pojmany przez Rosjan, został zesłany na Syberię.
Z biegiem czasu coraz znaczniejszy odsetek ludności miasta stanowili Żydzi. Pierwszych żydowskich mieszkańców w Baligrodzie odnotowano w 1604. W 1765 w Baligrodzie mieszkało 144 Żydów. W 1785 w Baligrodzie mieszkało 400 Żydów. W 1808 roku kahał posiadał już łaźnię i szpital. W 1870 roku mieszkało w miasteczku 147 rodzin żydowskich, liczących 435 osób. W latach 1870–1898 właścicielem dóbr baligrodzkich, oraz pobliskich folwarków w Bystrem, Cisnej, Huczwicach, Mchawie, Rabem i Stężnicy był Żyd Hersz Grossinger. Po jego śmierci majątek przejęli synowie Lazar i Chaim.
Gmina żydowska posiadała synagogę, cmentarz i szkołę wyznaniową.
W połowie XIX wieku właścicielem posiadłości tabularnej w Baligrodzie byli Emilia Abgarowicz (spadkobierczyni Karśnickiego) i Leopold Łysakowski. W 1870 miejscowa gmina żydowska usamodzielniła się (wcześniej żydowscy mieszkańcy Baligrodu byli członkami gminy w Lesku). Według spisu z 1921, miejscowość miała 179 domów i 1260 mieszkańców (w tym 515 religii mojżeszowej, a 281 greckokatolickiej). Żydzi zdominowali w tym okresie życie gospodarcze osady. W 1939 było ich 990, co stanowiło 41,8% ogółu mieszkańców.
Baligród był siedzibą dekanatu greckokatolickiego, który obejmował kilkanaście parafii i istniał do akcji wysiedleń w 1947.

### I wojna światowa

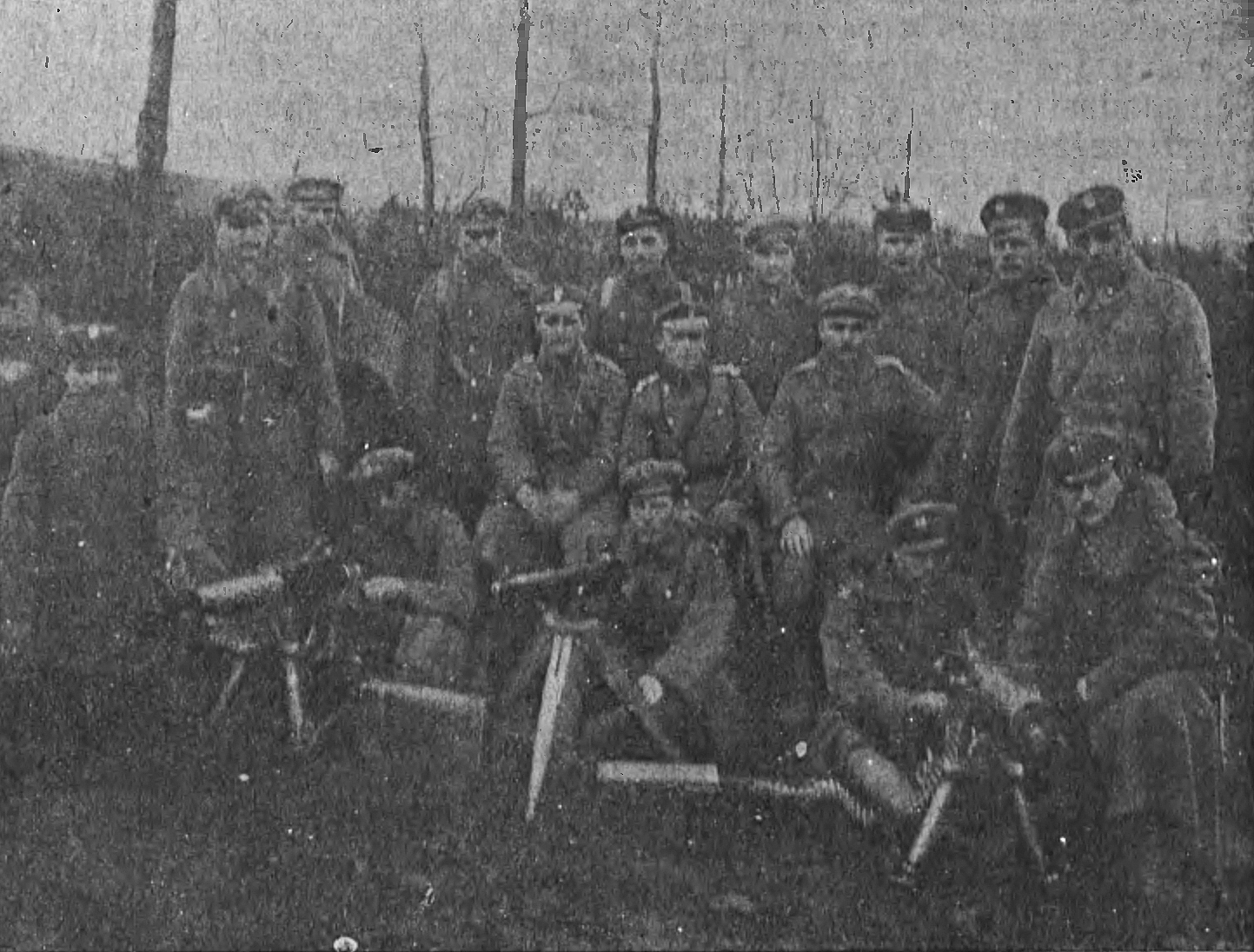
Polscy żołnierze, którzy wyzwolili wieś od Ukraińców w 1919 (zobacz: wojna polsko-ukraińska)

Podczas działań wojennych w Karpatach w latach 1914–1915 trwały w okolicy długotrwałe boje między wojskami rosyjskimi a austro-węgierskimi o przełęcze: Użocką i Łupkowską. Szczególnie ciężkie walki pod Baligrodem miały miejsce w marcu 1915. Podczas nich miasteczko doznało poważnych zniszczeń. Od listopada 1918 do stycznia 1919 obejmowała je tzw. Republika Komańczańska.

### II Rzeczpospolita
W okresie międzywojennym stacjonował w mieście komisariat Straży Granicznej.

### II wojna światowa
We wrześniu 1939 miejscowość została zajęta bez walki przez oddziały niemieckie i słowackie. W niemieckiej administracji okupacyjnej większość stanowisk zajmowali Ukraińcy, a ludność polska była szykanowana. W miasteczku w czasie okupacji znajdował się punkt zborny dla Żydów z bieszczadzkich wsi, m.in. Soliny, Wołkowyi, Zawozu. Jesienią 1942 Niemcy dokonali zagłady miejscowych Żydów, wywożąc i mordując w Zasławiu koło Sanoka 880 osób. Niemcy dokonywali również licznych egzekucji na cmentarzu żydowskim Żydów i Polaków. Został tu rozstrzelany Franciszek Wronowski z Zawozu oraz ukrywane przez niego żydowskie rodziny Wajnerów i Nagielbaumów.
Istniał tu ruch konspiracyjny; działała placówka AK Baligród nr VII, której dowódcą od maja 1943 do 1944 był Jan Marciak ps. „Dąb”.
30 lipca 1944 oddział UPA zamordował w lesie pod Baligrodem 11 mieszkańców Średniej Wsi. 6 sierpnia 1944 miasteczko zostało napadnięte przez sotnię UPA „Burłaki”; zamordowano 42 Polaków, w tym dziewięćdziesięcioletnich starców, spalono część zabudowań.
W toku działań wojennych i późniejszych walk z UPA Baligród został w części zniszczony oraz doznał poważnych strat ludnościowych. Przez stacjonujących tu żołnierzy zwane było Diabligrodem, gdyż w czasie okupacji Niemcy wybrukowali część tutejszego rynku macewami z cmentarza żydowskiego.
28 marca 1947 pod Jabłonkami w pobliżu Baligrodu, przy drodze do Cisnej, zginął generał Karol Świerczewski (w zasadzce na generała brała udział, dowodzona przez Stepana Stebelskiego, sotnia UPA).

### Lata powojenne
Dopiero w kilkanaście lat po wojnie miasteczko zaczęło się odbudowywać. Jeszcze w 1961 miejscowość miała zaledwie 987 mieszkańców.

## Zabytki i pamiątki historyczne
- Kościół murowany, wzniesiony w latach 1877–1879.
- Cerkiew greckokatolicka z 1829.
- Cmentarz wojenny założony w latach 1946–1947, w obecnej formie urządzony w 1984.
- Pozostałości ziemnych umocnień zamku Balów znajdujące się na tzw. Podzamczu (teren Nadleśnictwa).
- Cmentarz żydowski
- Czołg T-34 – zastąpił umieszczony tu wcześniej czołg T-70, który w 1944 był używany przez Armię Czerwoną do działań zwiadowczych[15] i biorący udział w walkach z UPA. Baligrodzki T-70 był ostatnim zachowanym czołgiem tego typu w Polsce. W 1975 został, z inicjatywy oficerów z Wyższej Szkoły Oficerskiej Wojsk Pancernych w Poznaniu, przetransportowany do Poznania, gdzie został wyremontowany i przekazany do Muzeum Broni Pancernej.

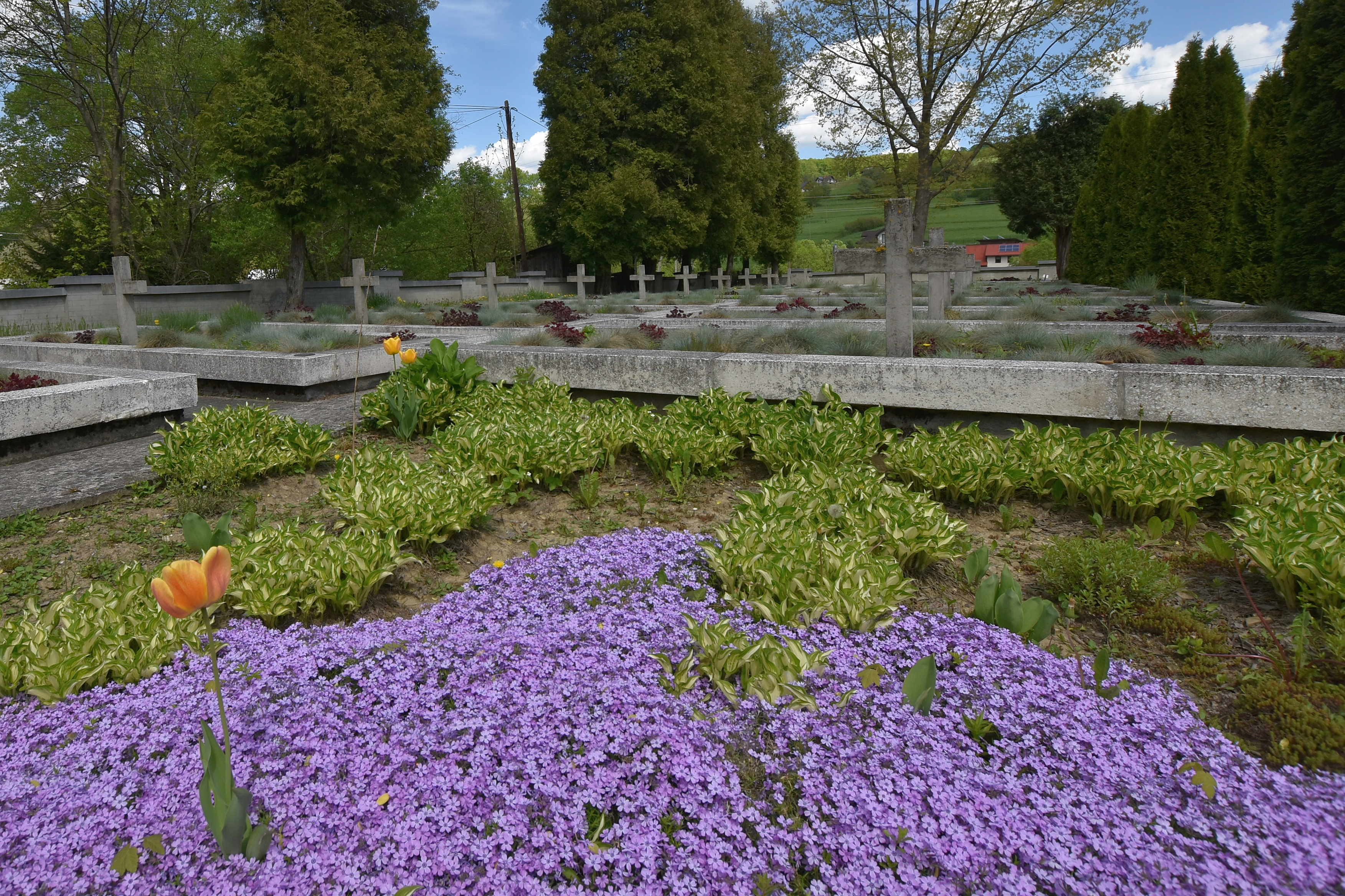
Cmentarz wojenny
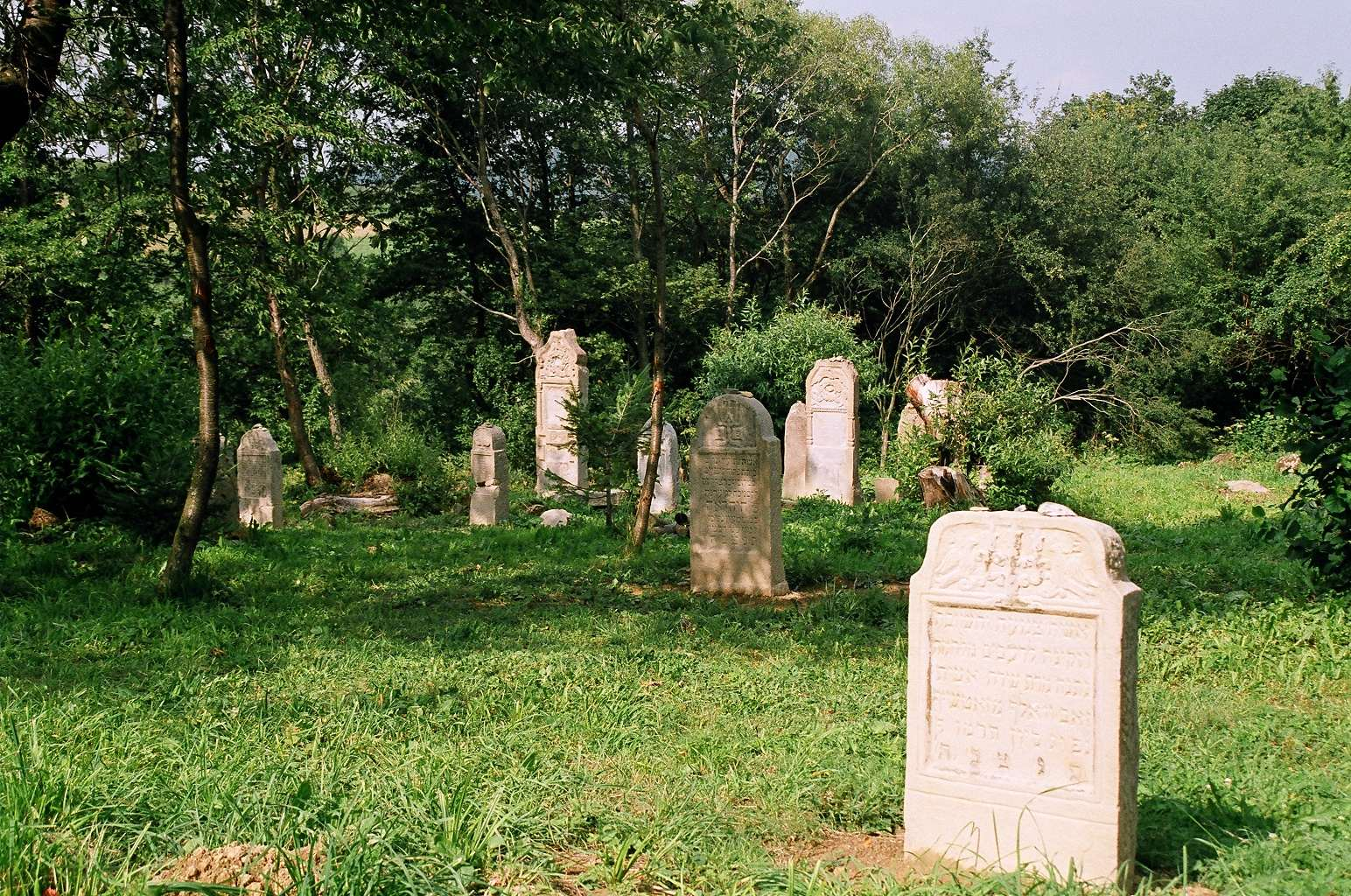
Cmentarz żydowski
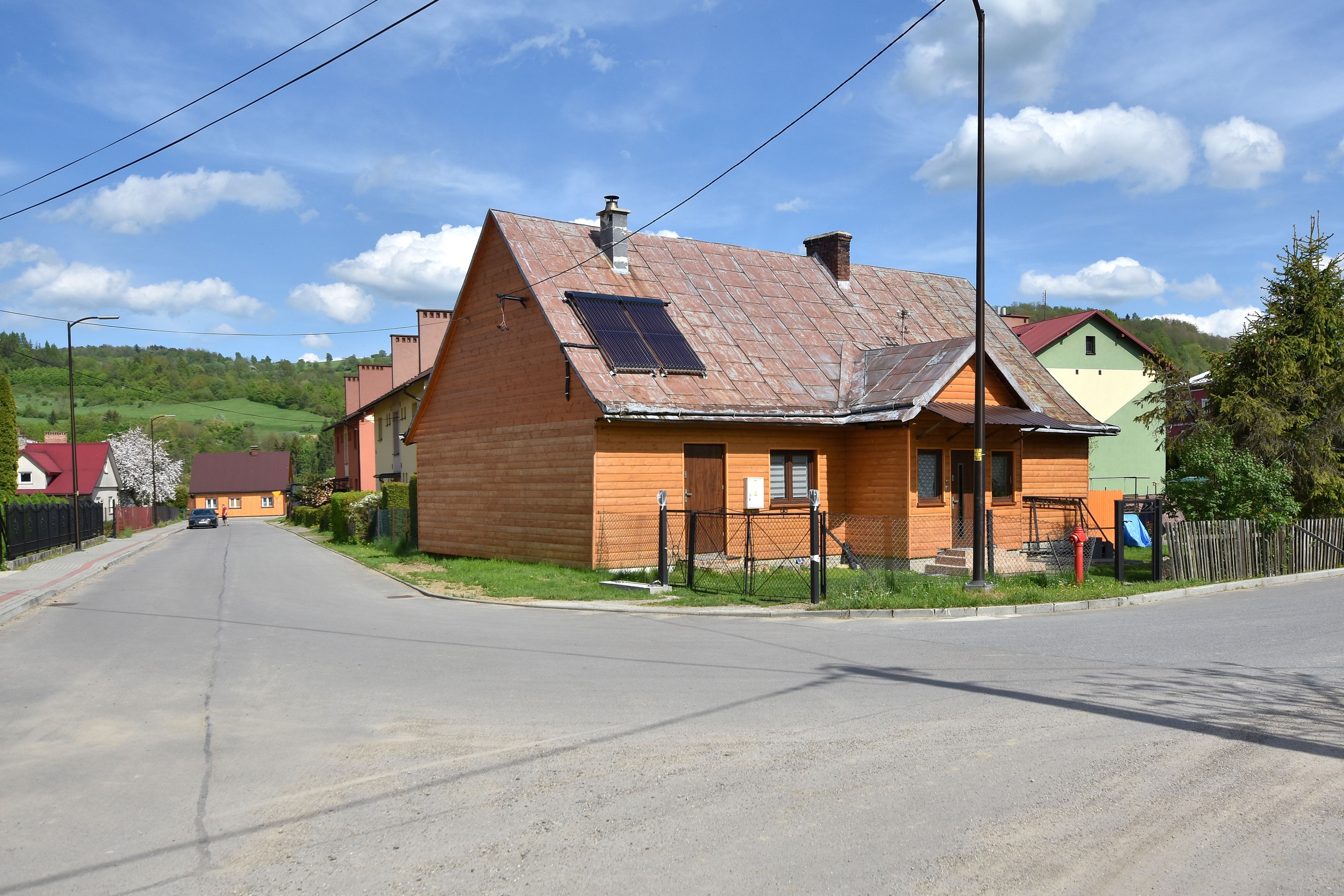
Dawna zabudowa

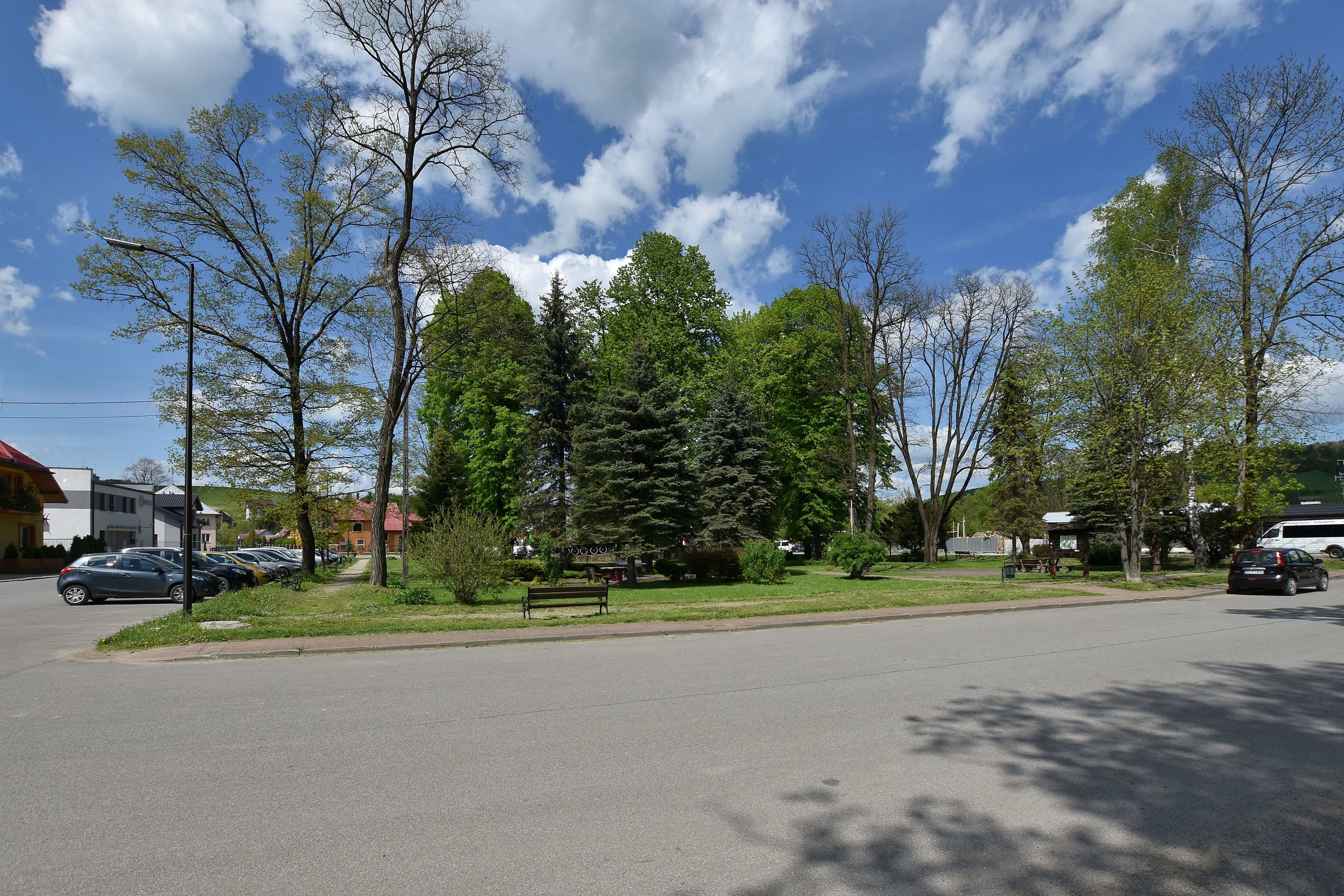
Rynek, widok ogólny
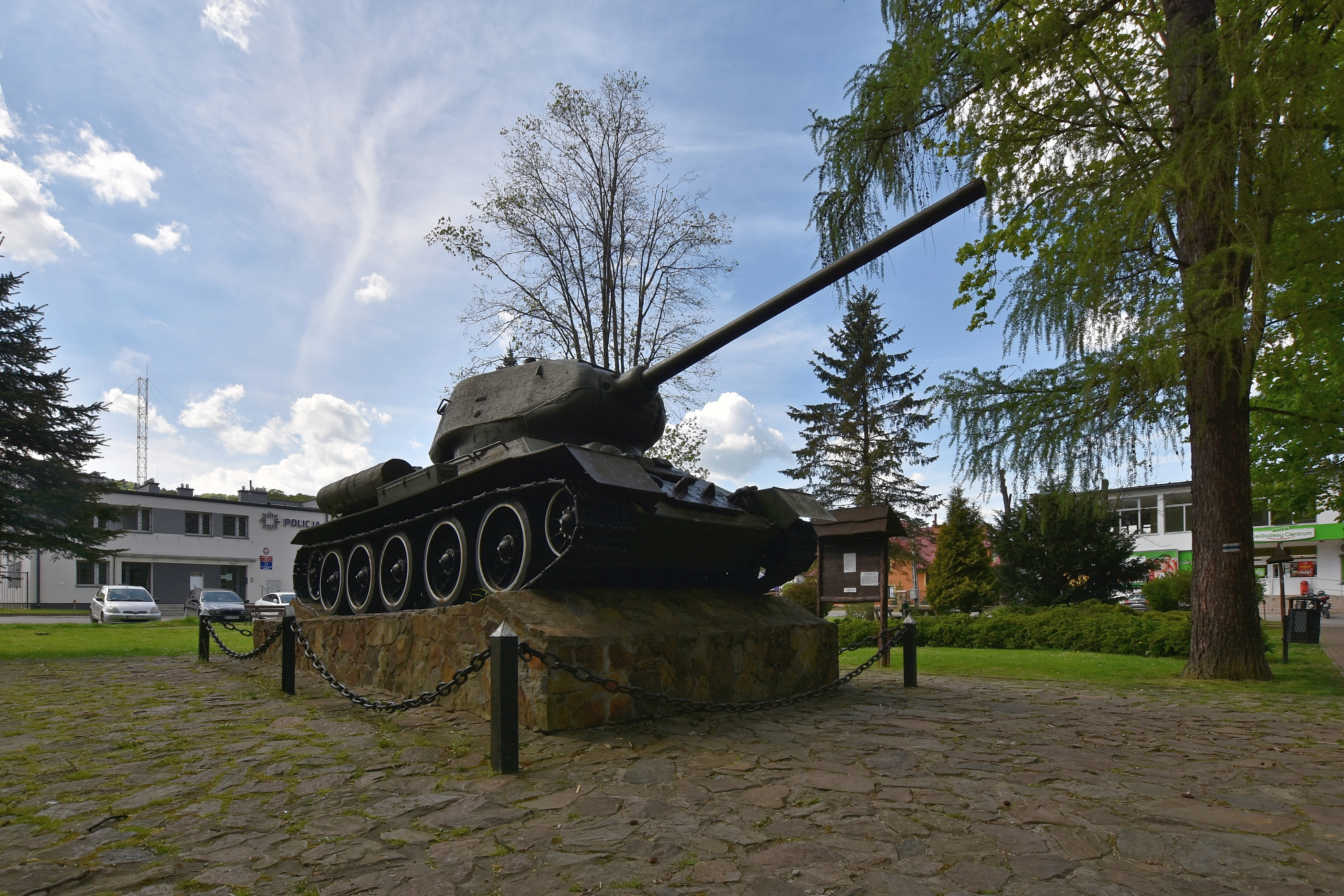
Rynek, pomnik czołg T-34
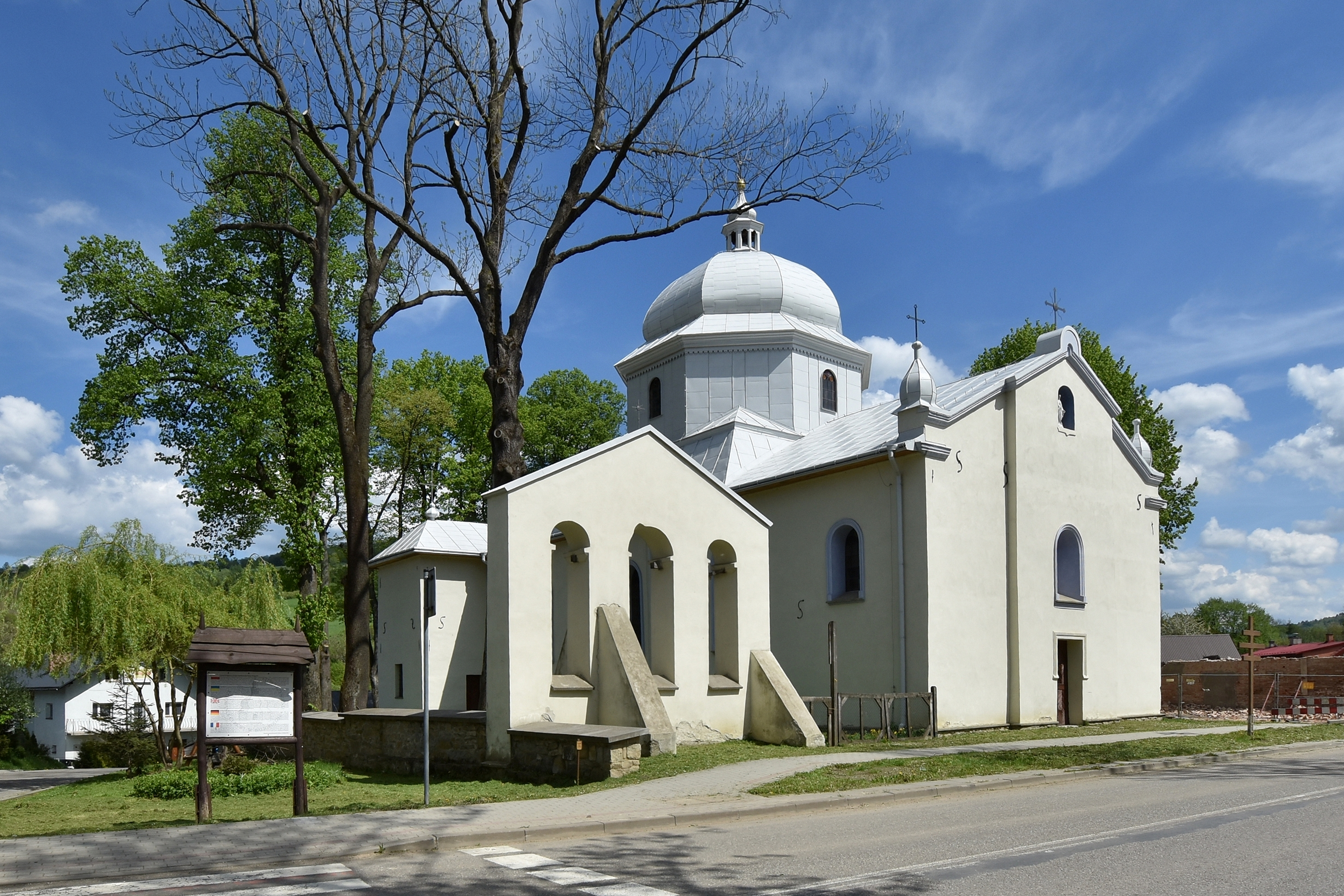
Rynek, cerkiew greckokatolicka

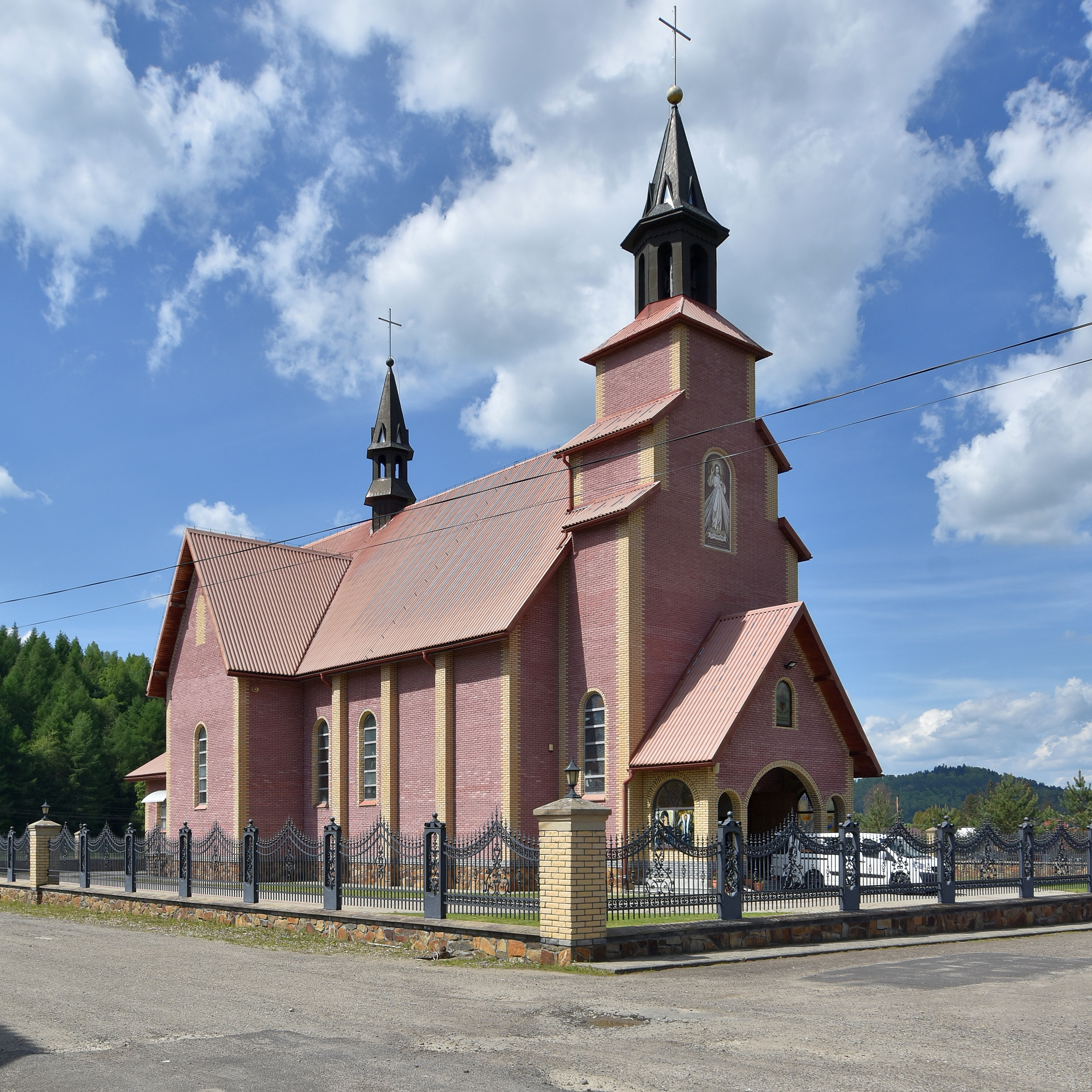
Kościół Miłosierdzia Bożego
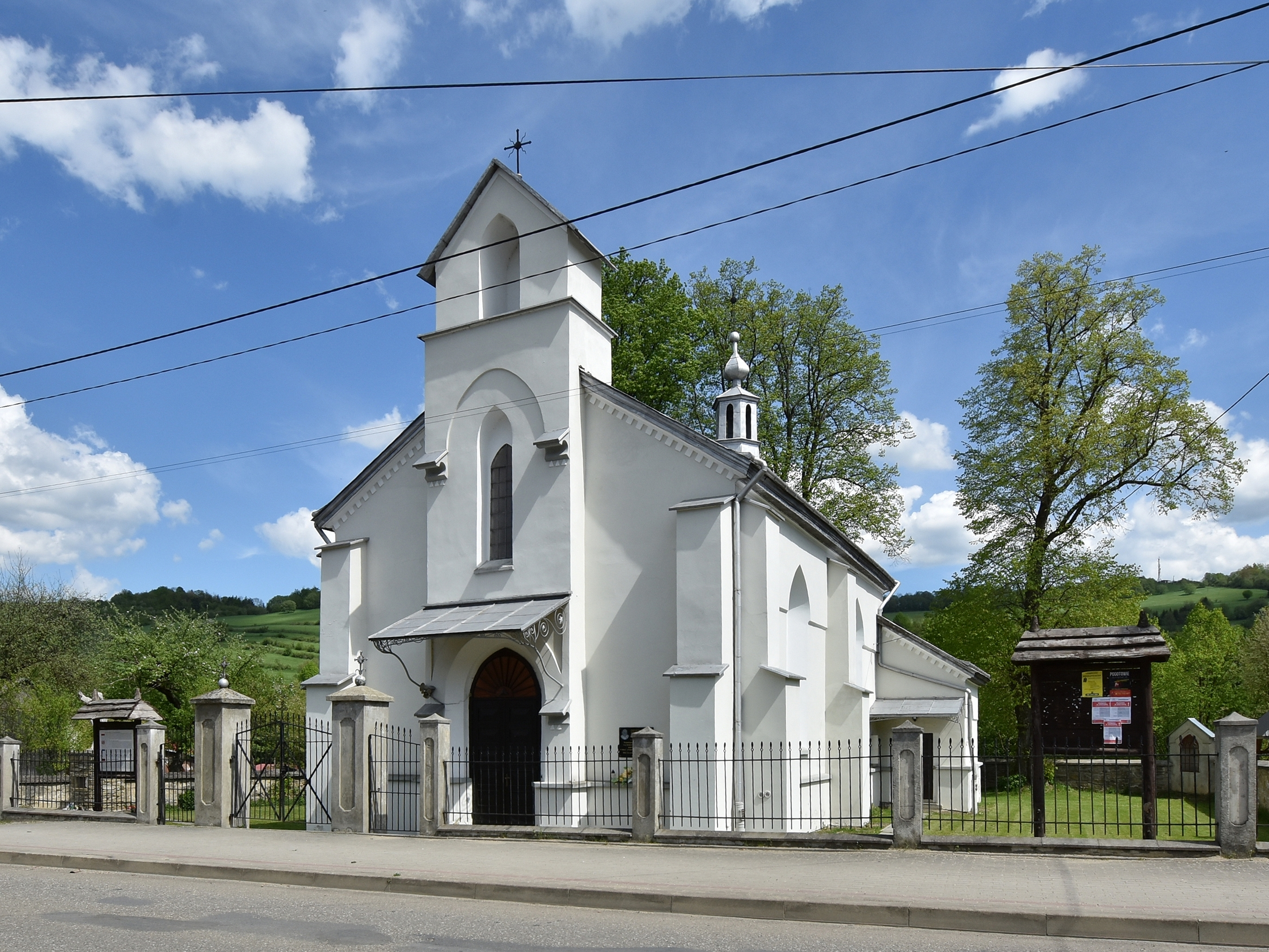
Kościół Niepokalanego Poczęcia Najświętszej Maryi Panny
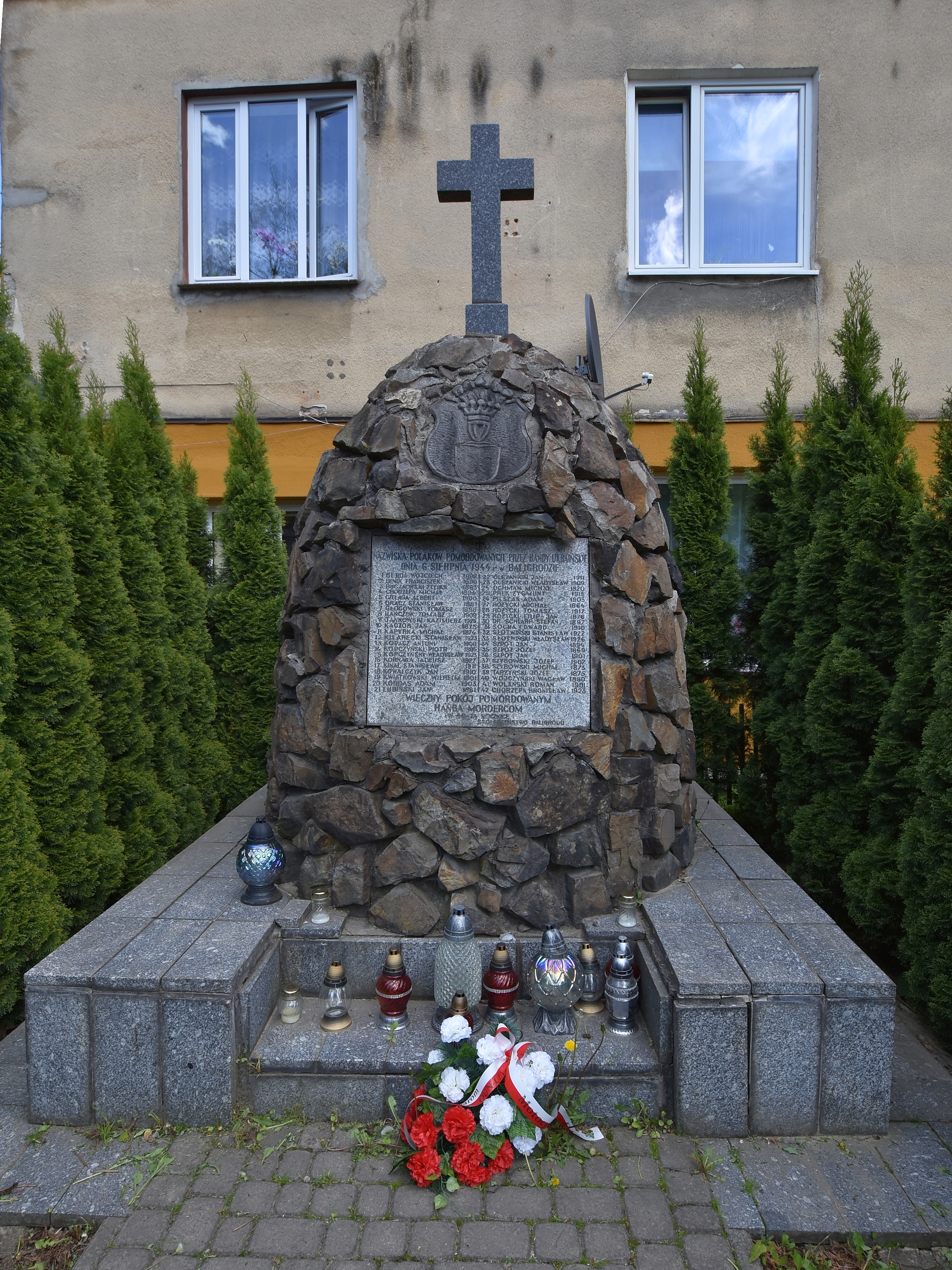
Rynek, pomnik ofiar UPA

## Baligród w filmie
W plenerach Baligrodu Ewa i Czesław Petelscy zrealizowali w 1961 swój film Ogniomistrz Kaleń, dla którego pierwowzorem była książka Jana Gerharda „Łuny w Bieszczadach”.